# Miodrag Majić
Miodrag Majić, srbski pravnik in pisatelj, * 17. november 1969, Beograd.
Leta 1995 je diplomiral na Pravni fakulteti Univerze v Beogradu, kjer je leta 2008 tudi doktoriral. Od leta 2010 je sodnik na Prizivnem sodišču v Beogradu.
Javnosti je znan po komentarjih srbskega sodstva na svojem blogu, zaradi katerih je bil večkrat deležen napadov s strani različnih politikov, tudi koalicijskih poslancev v parlamentu. Leta 2019 je objavil kriminalni roman Otroci zla (v izvirniku Deca zla), prepleten s kritiko korupcije v pravosodju in z elementi misticizma. V letih 2020, 2022 in 2024 je izdal še tri romane.
Ima dva sina in hčer. Poleg srbščine govori angleško in rusko.

## Pomembnejša dela
- Primena međunarodnog krivičnog prava u nacionalnim pravnim sistemima, Službeni glasnik Srbije, 2009
- Nature, Importance and limits of finding the Truth in criminal proceedings, Majić, Ilić, Pravni fakultet Univerziteta u Beogradu, 2013
- Veština pisanja prvostepene krivične presude, Službeni glasnik Srbije, 2015
- Deca zla, Vulkan, 2019 (prevod v slovenščino: Otroci zla, Mladinska knjiga, 2022)
- U ime naroda: zapisi sa bloga sudije Majića, Lyceum iuris, 2019
- Ostrvo pelikana, Vulkan, 2020
- Rudnik, Vulkan, 2022
- Pod tuđim suncem, Vulkan, 2024